# Tony Stigsson
Stig Kent Tony Stigsson, född 6 november 1956 i Lönsboda, är en svensk före detta generalmajor (armén). Han var tidigare chef för Operativa insatsledningen (OPIL) vid Försvarsmaktens högkvarter.

## Biografi
Stigsson började sin militära bana som värnpliktig vid Norra skånska regementet (P 6) i Kristianstad som följdes 1975 av Pansartruppernas kadett- och aspirantskola vid Göta livgarde (P 1) i Enköpings garnison. År 1978 utnämndes han till officer efter studier vid Krigshögskolan Karlberg. Åren 1985 och 1988 tog han examen på högre kurser på Militärhögskolan. Stigsson har senare genomgått övriga kurser som United Nations Staff Officers Course 1992, managementutbildning vid Försvarshögskolan 1998 och Högre Operativ Chefskurs 2000. Dessutom har han genomfört en kurs i strategi och operationer i Monterey, Kalifornien, 2001 och CJTF-kurs (Combined Joint Task Force) i Brunssum, Holland, under våren 2002. Stigsson var under åren 1992–1993 ställföreträdande bataljonschef vid den svenska FN-bataljonen i Libanon.
Tony Stigsson invaldes 2001 som ledamot av Kungliga Krigsvetenskapsakademien.

### Senare liv
Tony Stigsson greps tidigt 2005 för misstanke om våldtäkt, misshandel, kvinnofridskränkning och vårdslöshet med försvarshemligheter. Han dömdes, mot sitt nekande, till sex månaders fängelse för två fall av misshandel (senare ändrat i Hovrätten till tre månader) medan övriga åtalspunkter ogillades i båda domstolarna. Stigsson överklagade till Högsta domstolen, som emellertid inte beviljade prövningstillstånd, varför domen stod fast.
Den 7 juli 2006 föreslog Statens ansvarsnämnd att Stigsson skulle avskedas från sin anställning och att Officersförbundet gavs möjlighet att kalla till överläggning med ansvarsnämnden. Den 28 april 2008 beslutade nämnden att avskeda Stigsson från tjänsten inom Försvarsmakten. Den 16 oktober 2008 överklagade Tony Stigsson beslutet.

## Övriga engagemang
Stigsson var tidigare ordförande för Svenska brottningsförbundet.

## Befordringar
- 1978 Löjtnant
- 1981 kapten
- 1985 Major
- 1991 Generalstabsofficer
- 1994 Överstelöjtnant
- 1995 Överstelöjtnant med särskild tjänsteställning 
  - Chef Skaraborgsbrigaden (PB 9)
- 1996 Överste
- 1998 Chef Skaraborgs regemente och Skaraborgsbrigaden (MekB 9) och Skövde garnison.
- 1999 Överste 1. graden
  - Chef Grundorganisationsledningens utbildningsavdelning vid Högkvarteret (UTB GRO/HKV)
- 2000 Generalmajor
  - Chef för Operationsledningen (OpL).
- 2003 Ställföreträdande chef Operativa insatsledningen (OPIL)
- 2004 chef för Operativa insatsledningen (OPIL)